# Rick și Morty (sezonul 4)

Adult Swim a anunțat, în mai 2018 lansarea celui de al patrulea sezon al seriei animate Rick și Morty. Primele cinci episoade au fost lansate în perioada 10 noiembrie - 15 decembrie 2019, următoarele cinci episoade au început să fie lansate începând cu 3 mai 2020. 

## Distribuție și personaje

### Distribuția principală
- Justin Roiland ca Rick Sanchez și Morty Smith, cele două personaje principale ale spectacolului; Rick este un om de știință nebun excentric, iar Morty este nepotul lui amabil, dar ușor de suferit.[1] De asemenea, Roiland dă vocea lui Holographic Rick, o hologramă a lui Rick, mai multor versiuni paralele ale lui Rick și Morty din alte dimensiuni și Bruce și Steve, un duo de paraziți care îmbrățișează fața Glorzo care preiau corpurile lui Rick și Morty.
- Chris Parnell ca Jerry Smith, ginerele lui Rick și tatăl lui Morty și Summer; o persoană simplă și nesigură, care dezaprobă influența lui Rick asupra familiei sale.[1]
- Spencer Grammer ca Summer Smith, nepoata lui Rick și sora lui Morty; o adolescentă convențională care își face griji să-și îmbunătățească statutul în rândul colegilor ei.[1]
- Sarah Chalke ca Beth Smith și Space Beth, fiica lui Rick și mama lui Morty și Summer; o persoană în general liniștită, care a lucrat la căsătoria ei.[1]

### Distribuție invitată
- Sherri Shepherd ca Judecător, un judecător care supraveghează procesul lui Morty.
  - Shepherd îi dă voce și soției lui Tony.
- Sam Neill ca Lider Monogatron,[2][3] liderul speciei care încearcă să cucerească Pământul.
- Kathleen Turner ca Regina Monogatron, care iubește podcasturile și se luptă cu soțul ei.
- Taika Waititi ca Glootie, stagiarul lui Rick și membru al speciei Monogatron.
- Jeffrey Wright ca Tony, un salariat extraterestru bun, dar deprimat, care îl încrucișează accidental pe Rick.
- Pamela Adlon în rolul Copilului lui Vermigurber, a cărui viață Rick o amenință când încearcă să-l dea de urmă pe Tony.
  - Adlon își dă vocea și lui Angie Flynt, o criminală pensionară.
- Elon Musk ca Elon Tusk, CEO-ul Tuskla.
- Justin Theroux ca Miles Knightly, un maestru criminal și organizator al HeistCon.
- Claudia Black ca Ventriloquiver.[4]
- Matthew Broderick[5] ca Pisica Vorbitoare, o pisică extraterestră care comunică prin telepatie.
- Liam Cunningham ca Balthromaw, un dragon care, din neatenție, se leagă de suflet cu Rick.
- Keegan-Michael Key ca Monstru Testicular #1, un Time Cop din a patra dimensiune.
- Eddie Pepitone ca Monstru Testicular #2, un Time Cop din a patra dimensiune.
- Paul Giamatti ca Domnul de poveste, dirijorul Povestea Trenurilor.
- Christopher Meloni ca Isus Hristos, o versiune personificată a Isus Hristos.
- Susan Sarandon ca Dr. Wong, un terapeut de familie.

## Producție
După încheierea celui de-al treilea sezon, în octombrie 2017, viitorul show-ului a rămas sub semnul întrebării, fără a se anunța reînnoirea sau starea producției. În martie 2018, Harmon a scris pe Twitter că nu a început să scrie pentru un nou sezon, în parte pentru că Adult Swim nu comandase încă niciun episod nou. Harmon a explicat că negocierile contractului au fost mai complicate decât sezoanele precedente.
Se pare că producția celui de-al treilea sezon a avut probleme între Harmon și Roiland care lucrează unul cu celălalt, provocând întârzieri multiple la scriere și tensiuni masive în parteneriatul lor. Echipa de producție a emisiunii a fost de acord mai târziu să aducă un meditator pentru a încerca să-și salveze prietenia, deși acest lucru s-a dovedit a nu avea succes. În cele din urmă, au fost de acord să-și rezolve diferențele pentru a asigura supraviețuirea emisiunii, Roiland fiind retrogradat la vocea personajelor care au fost înregistrate în principal din casa lui.
Co-creatorii Dan Harmon și Justin Roiland au vrut să aibă asigurarea că vor mai fi multe sezoane ale lui Rick și Morty în viitor, astfel încât să se poată concentra asupra spectacolului și să minimizeze implicarea lor în alte proiecte.. Harmon a declarat, de asemenea, că își dorește ca sezoanele viitoare să fie formate din mai mult de zece episoade, spunând: ''Acum sunt pe cale să fac sezonul 4 din Rick și Morty și vreau să demonstrez că am crescut" . Aceasta se referea la faptul că el a recunoscut că ar trebui să lucreze mai eficient, să-și controleze perfecționismul și să evite greșelile trecute care au dus la cel de-al treilea sezon al serialului să cuprindă doar zece episoade în loc de paisprezece, așa cum era inițial intenționat.
În mai 2018, după negocieri contractuale prelungite, Adult Swim a anunțat o înțelegere pe termen lung cu creatorii, comandând 70 de episoade noi într-un număr nespecificat de sezoane. Cei doi co-creatori și-au exprimat satisfacția, Roiland spunând: "Suntem super încântați că, pentru prima dată, suntem blocați, știm care este viitorul, avem siguranța locului de muncă. Harmon a adăugat: ''Justin și cu mine aveam nevoie doar de suficiente episoade și de tipul potrivit de structură de înțelegere care să ne dea permisiunea să facem ceea ce vrem să facem, care este cu adevărat concentrarea pe spectacol. Avem toate astea și suntem amândoi foarte excitat."
Un an mai târziu, la prezentarea WarnerMedia 2019 Upfronts, al patrulea sezon din Rick și Morty a fost anunțat că va debuta în noiembrie 2019, făcând diferența de doi ani dintre sezoanele trei și patru cea mai lungă din istoria spectacolului. Deși se spunea că sezonul patru conține doar zece episoade, creatorii au părut încrezători că acordul de reînnoire de 70 de episoade va reduce în cele din urmă timpul de așteptare dintre sezoane și ar putea permite un număr mai mare de episoade în viitor. În octombrie 2019, a fost dezvăluit că primele cinci episoade vor începe difuzarea pe 10 noiembrie 2019. La 1 aprilie 2020, a fost anunțat că celelalte cinci episoade vor începe difuzarea pe 3 mai 2020.

## Episoade
| Nr. în serial | Nr. în sezon | Titlu                                                                  | Regizat de    | Scris de                     | Data difuzării    | SUA telespectatori (milioane) |
| --- | ------------ | ---------------------------------------------------------------------- | ------------- | ---------------------------- | ----------------- | ----------------------------- |
| 32 | 1            | „Rick, risc și de la capăt” „Edge of Tomorty: Rick Die Rickpeat”       | Erica Hayes   | Mike McMahan                 | 10 noiembrie 2019 | 2.33                          |
| După un mic dejun în familie, Rick îi cere lui Morty să vină cu el la Prevestilon Prim pentru a lua „cristalele morții” cu care Morty nu prea se împacă.                                                                      |              |                                                                        |               |                              |                   |                               |
| 33 | 2            | „Bătrânul și tronul” „The Old Man and the Seat”                        | Jacob Hair    | Michael Waldron              | 17 noiembrie 2019 | 1.67                          |
| Jerry creează o aplicație la cererea unui extraterestru, tatuat pe frunte cu „Nu-mi dezvolta aplicația”. Rick este hotărât să-l găsească pe răhățitorul misterios.                                                            |              |                                                                        |               |                              |                   |                               |
| 34 | 3            | „Zbor deasupra unei bande de hoți” „One Crew over the Crewcoo’s Morty” | Bryan Newton  | Caitie Delaney               | 24 noiembrie 2019 | 1.61                          |
| Rick face o echipă cu care să saboteze o convenție a hoților, apoi îi trebuie altă echipă care să oprească un robot hoț. Morty scrie un scenariu cu hoți.                                                                     |              |                                                                        |               |                              |                   |                               |
| 35 | 4            | „Cu ghearele pe Morty” „Claw and Hoarder: Special Ricktim’s Morty”     | Anthony Chun  | Jeff Loveness                | 8 decembrie 2019  | 1.63                          |
| Rick cedează dorinței lui Morty de a-și lua un dragon ca animal de companie, apoi totul devine ciudat. Jerry pleacă în Florida cu o pisică vorbitoare, noua lui prietenă.                                                     |              |                                                                        |               |                              |                   |                               |
| 36 | 5            | „Rick, o navă și marele spațiu” „Rattlestar Ricklactic”                | Jacob Hair    | James Siciliano              | 15 decembrie 2019 | 1.32                          |
| Rick și Morty se trezesc în războiul dintre șerpi după ce un șarpe spațial îl mușcă pe Morty. Jerry vrea să arate că poate instala luminițele de Crăciun fără să moară.                                                       |              |                                                                        |               |                              |                   |                               |
| 37 | 6            | „Prea mult Rick” „Never Ricking Morty”                                 | Erica Hayes   | Jeff Loveness                | 3 mai 2020        | 1.55                          |
| Rick și Morty sunt prinși într-un vehicul narativ deghizat într-un tren plin de pasageri, care spun povești despre Rick, și trebuie să găsească o soluție pentru a-l opri.                                                    |              |                                                                        |               |                              |                   |                               |
| 38 | 7            | „Promorty” „Promortyus”                                                | Bryan Newton  | Jeff Loveness                | 10 mai 2020       | 1.34                          |
| Rick, Morty și Summer ajung pe o planetă populată de paraziți Glorzo, care se lipesc de fețe. Rick și Morty sunt capturați. Summer reușește să scape de ei datorită unei scobitori în gură, astfel devine regina paraziților. |              |                                                                        |               |                              |                   |                               |
| 39 | 8            | „Cuva cu acid” „The vat of acid episode”                               | Jacob Hair    | Jeff Loveness și Albro Lundy | 17 mai 2020       | 1.26                          |
| 40 | 9            | „CopiRickul lui Mort” „Childrick of Mort”                              | Kyounghee Lim | James Siciliano              | 24 mai 2020       | 1.22                          |
| 41 | 10           | „Star Mort Ricktoarcerea lui Jerri” „Star Mort Rickturn of the Jerri”  | Erica Hayes   | Anne Lane                    | 31 mai 2020       | 1.30                          |

## Notițe
1. 1 2 3 4  Couch, Aaron (19 iulie 2019). „'Rick and Morty' Creators Unveil New Footage, Talk Long Road to Season 4”. The Hollywood Reporter. Accesat în 28 iulie 2019.
2. ↑  Dwilson, Stephanie Dube (16 noiembrie 2019). „'Rick and Morty' Season 4 Episode 2 Schedule: Date, Title, Special Guests & Videos”. Heavy (în engleză). Arhivat din original la 5 noiembrie 2020. Accesat în 17 noiembrie 2019.
3. ↑  Jirak, Jamie (17 noiembrie 2019). „When Does 'Rick and Morty' Season 4 Episode 2 Air?”. Comicbook.com (în engleză). Accesat în 17 noiembrie 2019.
4. ↑  Cobb, Kayla (25 noiembrie 2019). „'Rick and Morty' Season 4: 5 Things You May Have Missed in Episode 3”. Decider (în engleză). Accesat în 25 noiembrie 2019.
5. ↑  Plante, Corey (17 noiembrie 2019). „Here's who every confirmed 'Rick and Morty' Season 4 guest star could play”. Inverse (în engleză). Accesat în 17 noiembrie 2019.
6. ↑  Turchiano, Danielle (4 ianuarie 2018). „Adult Swim Addresses 'Rick and Morty' Season 4 Status”. Variety. Arhivat din original la 8 martie 2018. Accesat în 6 ianuarie 2018.
7. ↑  Mufson, Beckett (19 martie 2018). „'Rick and Morty' Season Four Is Up in the Air, says Dan Harmon”. Vice. Accesat în 20 martie 2018.
8. ↑  Zinski, Dan (23 martie 2018). „'Rick and Morty' Creator: Season 4 Delay Due to Contract Negotiations”. Screen Rant. Accesat în 24 martie 2018.
9. ↑  Kilkenny, Lacey Rose,Katie; Rose, Lacey; Kilkenny, Katie (7 februarie 2023). „Inside the Implosion of Justin Roiland's Animation Empire”. The Hollywood Reporter (în engleză). Accesat în 20 septembrie 2023.
10. 1 2  O'Neal, Sean (10 mai 2018). „'Rick and Morty' Renewed for Season 4: Dan Harmon Tells Us All About It”. GQ. Arhivat din original la 11 august 2018. Accesat în 11 august 2018.
11. ↑  Hibberd, James (26 septembrie 2017). „'Rick and Morty' Co-Creator Answers Our Burning Season 3 Questions”. Entertainment Weekly. Arhivat din original la 1 octombrie 2017. Accesat în 1 octombrie 2017.
12. ↑  Andreeva, Nellie (10 mai 2018). „'Rick and Morty' Gets Massive 70-Episode Renewal By Adult Swim; Creators Dan Harmon & Justin Roiland Ink New Deal”. Deadline. Accesat în 17 iunie 2019.
13. 1 2  Alexander, Julia (14 iunie 2018). „'Rick and Morty' co-creator promises no more big gaps between seasons”. Polygon. Accesat în 6 iulie 2019.
14. ↑  Macy, Seth (15 mai 2019). „'Rick and Morty' Season 4 Coming November 2019”. IGN. Accesat în 17 iunie 2019.
15. ↑  Ridgely, Charlie (25 iunie 2019). „'Rick and Morty' Season 4 Episode Sneak Peek Screening Announced”. Comic Book. Accesat în 14 iulie 2019.
16. 1 2  Hibberd, James (17 iulie 2019). „'Rick and Morty' creators give first season 4 interview: 'It will never be this long again'”. Entertainment Weekly. Accesat în 27 iulie 2019.
17. ↑  Anderton, Ethan (7 octombrie 2019). „'Rick and Morty' Season 4 Trailer: The Disastrous Duo Returns with New Episodes in November”. /Film. Accesat în 1 aprilie 2020.
18. ↑  Goldberg, Matt (1 aprilie 2020). „'Rick and Morty' Trailer Teases the Final Five Episodes of the New Season”. Collider. Accesat în 1 aprilie 2020.
19. ↑  Mitch Metcalf (12 noiembrie 2019). „Top 150 Sunday Cable Originals & Network Finals: 11.10.2019”. Showbuzz Daily. Arhivat din original la 12 noiembrie 2019. Accesat în 12 noiembrie 2019.
20. ↑  Mitch Metcalf (19 noiembrie 2019). „Top 150 Sunday Cable Originals & Network Finals: 11.17.2019”. Showbuzz Daily. Arhivat din original la 20 noiembrie 2019. Accesat în 19 noiembrie 2019.
21. ↑  Mitch Metcalf (26 noiembrie 2019). „Top 150 Sunday Cable Originals & Network Finals: 11.24.2019”. Showbuzz Daily. Arhivat din original la 24 decembrie 2019. Accesat în 26 noiembrie 2019.
22. ↑  Mitch Metcalf (10 decembrie 2019). „Top 150 Sunday Cable Originals & Network Finals: 12.8.2019”. Showbuzz Daily. Arhivat din original la 10 decembrie 2019. Accesat în 10 decembrie 2019.
23. ↑  Mitch Metcalf (17 decembrie 2019). „Top 150 Sunday Cable Originals & Network Finals: 12.15.2019”. Showbuzz Daily. Arhivat din original la 17 decembrie 2019. Accesat în 17 decembrie 2019.
24. ↑  Matt Goldberg (1 aprilie 2020). „Rick and Morty Season 4 Trailer Gives a Release Date for New Episodes”. Collider. Accesat în 4 aprilie 2020.
25. ↑  Mitch Metcalf (5 mai 2020). „Top 150 Sunday Cable Originals & Network Finals: 5.3.2020”. Showbuzz Daily. Arhivat din original la 5 mai 2020. Accesat în 5 mai 2020.
26. ↑  Metcalf, Mitch (12 mai 2020). „Top 150 Sunday Cable Originals & Network Finals: 5.10.2020”. Showbuzz Daily. Arhivat din original la 13 mai 2020. Accesat în 12 mai 2020.
27. ↑  Metcalf, Mitch (19 mai 2020). „Top 150 Sunday Cable Originals & Network Finals: 5.17.2020”. Showbuzz Daily. Arhivat din original la 19 mai 2020. Accesat în 19 mai 2020.
28. ↑  Metcalf, Mitch (24 mai 2020). „Top 150 Sunday Cable Originals & Network Finals: 5.24.2020”. Showbuzz Daily. Arhivat din original la 28 mai 2020. Accesat în 27 mai 2020.
29. ↑  Metcalf, Mitch (2 iunie 2020). „Top 150 Sunday Cable Originals & Network Finals: 5.31.2020”. Showbuzz Daily. Arhivat din original la 3 iunie 2020. Accesat în 2 iunie 2020.